# Leszno
Leszno és una ciutat de Polònia, del voivodat de Gran Polònia. El 2016 tenia 64.468 habitants. Es troba a l'eix Poznań-Wrocław.

## Història

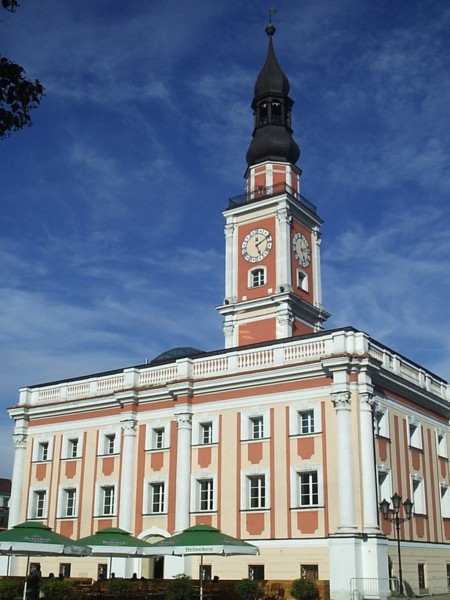
Ajuntament.

La primera menció documentada de la ciutat data del 1393, tot i que els seus drets com a tal no van ser atorgats fins que el 1547 el rei Segimon el Vell la considerés com la ciutat més important al sud-oest de Gran Polònia. El 1628 es van refugiar a la vila força membres de la germandat de Moràvia, també coneguts com a hussites. El rei Segimon III Vasa va concedir-li el títol de Gran Ciutat el 1631. El 1707 durant la Gran Guerra del Nord la ciutat fou incendiada pels russos. La vila fou propietat de la família Leszczyński fins al 1738, quan el rei Estanislau I la va vendre en abdicar per segona vegada.
Després de la segona partició de Polònia el 1793 va passar a formar part de Prússia a la província de Posen amb el nom de Lissa. Entre el 1818 i el 1919 va formar part de l'aixecament de Gran Polònia, per la qual cosa va tornar a la sobirania polonesa mitjançant el Tractat de Versalles. El 1939 el règim nazi alemany va annexionar-se la ciutat i gran part dels membres de la comunitat jueva foren assassinats.
Entre el 1975 i el 1998 la ciutat fou capital del voivodat de Leszno, però amb la reestructuració administrativa del 1999 va recuperar l'estatus de powiat.

## Agermanaments
- Batouri, Camerun
- Dachau, Alemanya
- Suhl, Alemanya
- Deurne, Països Baixos
- Sankt Pölten, Àustria
- Montluçon, França
- Sisak, Croàcia